# سیارک ۱۸۶۹۸
سیارک ۱۸۶۹۸ (به انگلیسی: 18698 Racharles، نامگذاری:1998HX39) هجده هزار و ششصد و نود و هشتمین سیارک کشف شده‌است که در ۲۰ آوریل ۱۹۹۸ کشف شد.
قدر مطلق سیارک برابر ۱۰.۷ است.